# Верхний Шубан
Ве́рхний Шуба́н (тат. Югары Шубан) — деревня в Балтасинском районе Республики Татарстан. Административный центр Шубанского сельского поселения.

## География
Расположено на реке Шубан, в 11 км к западу от посёлка городского типа Балтаси.
Абсолютная высота — 118 метров над уровнем моря.

## История
Деревня начинает упоминаться с 1678 года. В исторических документах упоминается также под названием Верхний Ядыгер. В период с XVIII по 1-ю половину XIX века население деревни относилось к категории государственных крестьян. Основные занятия жителей в этот период — земледелие и скотоводство.
В «Списке населённых мест Российской империи», изданном в 1866 году по сведениям 1859 года, населённый пункт упомянут как казённая деревня Верхний Ядыгер 2-го стана Казанского уезда Казанской губернии. Располагалась при безымянном ручье, по левую сторону Сибирского почтового тракта, в 95 верстах от уездного города Казани и в 36 верстах от становой квартиры в городе Арске. В деревне, в 37 дворах проживали 419 человек (192 мужчины и 227 женщин), была мечеть.
В начале XX века в деревне действовали мечеть, медресе, мелочная лавка. В этот период земельный надел сельской общины составлял 1275 десятин.
До 1920 года деревня входила в Балтасинскую волость Казанского уезда Казанской губернии. С 1920 года в составе Арского кантона ТАССР. С 10 августа 1930 года в Тюнтерском, со 2 марта 1932 года в Балтасинском, с 1 февраля 1963 года в Арском, с 12 января 1965 года в Балтасинском районах.
В 1930 году в деревне был организован колхоз, с 1997 года в   составе сельскохозяйственного кооператива «Алга».

## Население
| 1782 | 1859 | 1897 | 1908 | 1920 | 1926 | 1938 | 1949 | 1958 | 1970 | 1979 | 1989 | 2002 | 2010 | 2015 |
| ---- | ---- | ---- | ---- | ---- | ---- | ---- | ---- | ---- | ---- | ---- | ---- | ---- | ---- | ---- |
| 87   | 419  | 539  | 546  | 536  | 565  | 454  | 256  | 239  | 273  | 282  | 340  | 359  | 367  | 378  |

Национальный состав села — татары.

## Экономика
Жители работают преимущественно в ООО «Алга», в основном занимаются полеводством, молочным скотоводством.

## Инфраструктура
В Верхнем Шубане имеется неполная средняя школа (с 1920 г. как начальная), детский сад (с 1989 г.), дом культуры, библиотека, фельдшерско-акушерский пункт.
Улицы деревни:
- Молодёжная
- Центральная

## Религия
Мечеть (1997 г.). Мечеть в деревне Верхний Шубан с 2005 года